# Florent-Jean de Vallière

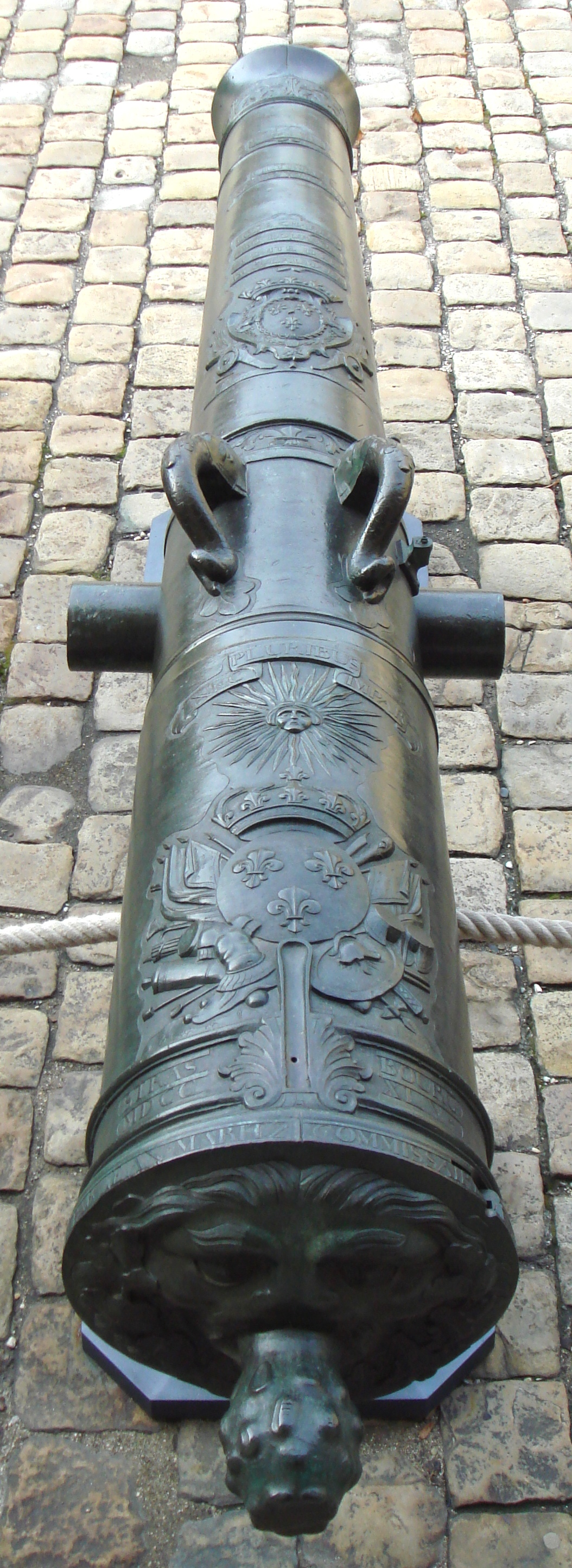
Canhão de 24 de Vallière, Uranie), fabricado por Jean Maritz em 1745.

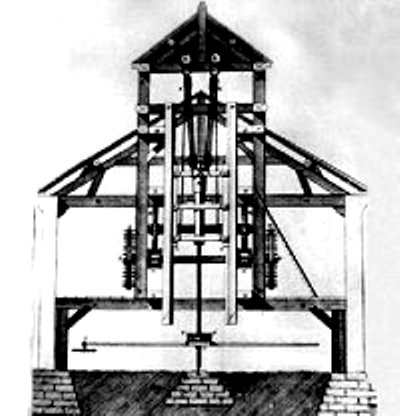
Os canhões de de Vallière eram perfurados após terem sido fundidos numa única peça, de acordo com o método desenvolvido por Jean Maritz.

Florent-Jean de Vallière (1667–1759) foi um oficial de artilharia francês. Foi Tenente-General dos Exércitos do Rei. Em 1726, de Vallière tornou-se Diretor-Geral dos Batalhões e Escolas de Artilharia.
Pelo Regulamento Real de 7 de Outubro de 1732, de Vallière deu início à reorganização e padronização da artilharia real. Melhorou o método utilizado para a fundição dos canhões, substituindo a técnica utilizada por Jean-Jacques Keller. Cria, assim, o sistema de de Vallière, o qual estabeleceu o padrão da artilharia francesa até ao advento do sistema de Gribeauval.

## O sistema de de Vallière

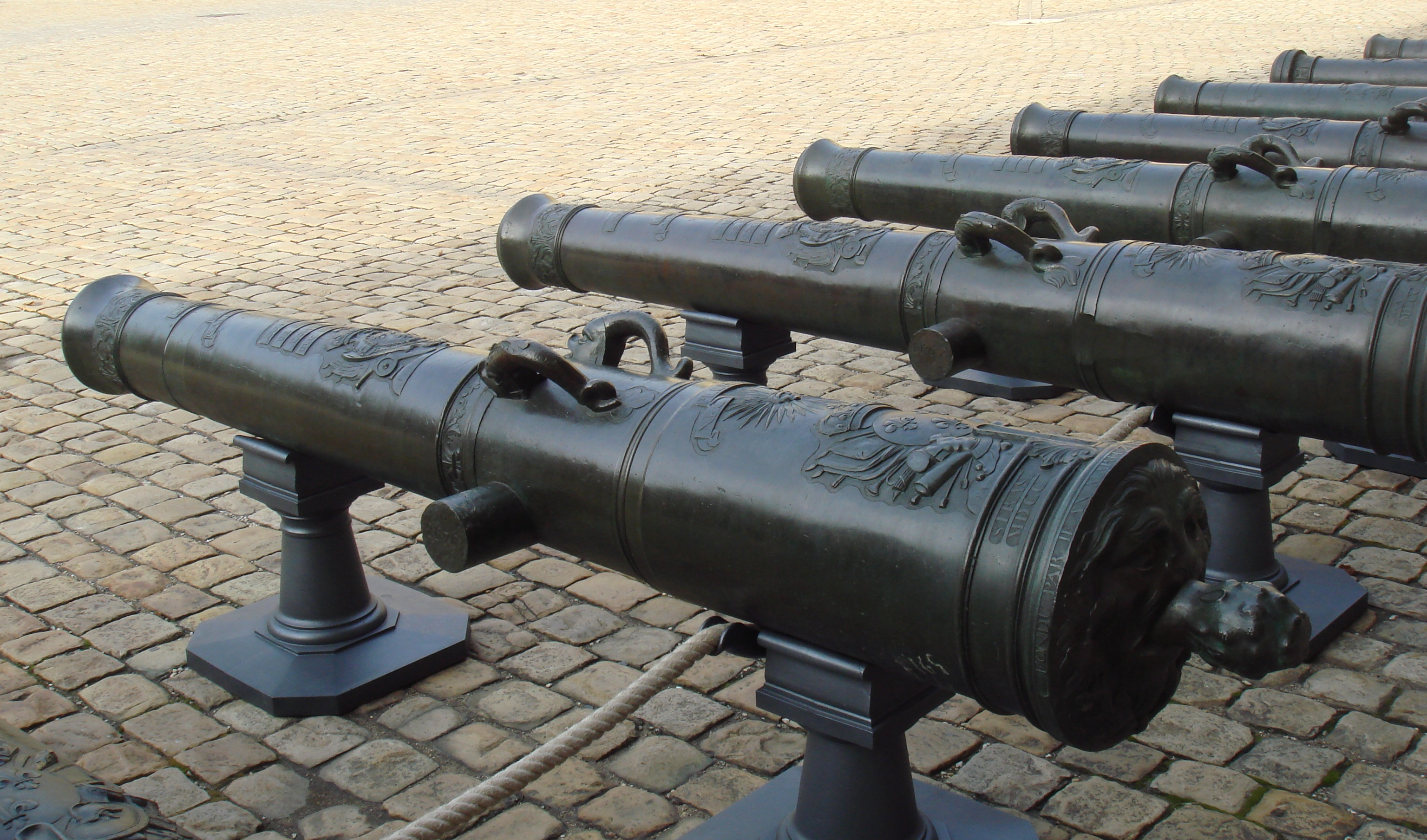
Canhões de De Vallière de 24 libras, Hôtel des Invalides.

As peças de artilharia, e os seus pesos e formatos, do exército francês eram muito variados, não existindo um padrão para o seu fabrico. De Vallière cria um padrão nas medidas das peças de artilharia estabelecendo apenas os padrões 24,, 12, 8 e 4 libras para os canhões; 12 e 8 polegadas francesas para os morteiros; e morteiros de projécteis de pedra de 15 polegadas francêsas.
A libra francesa, equivalente a 1,097 libras inglesas, atribuía um maior peso aos projécteis franceses (13,164 libras para um equivalente inglês de 12 libras). A polegada francesa media 2,707 cm, ligeiramente maior que a inglesa que era de 2,52 cm.
Este sistema utilizava a perfuração da peça para criar o seu interior (alma) directamente na peça fundida em bronze, um método desenvolvido por Jean Maritz, o que permitia uma maior precisão da construção do cano e da sua superfície e, assim, uma maior eficiência do tiro.
As armas fabricadas de acordo com o método de de Vallière eram decoradas com figuras e desenhos muito elaborados e inscrições na sua superfície.

### Boca

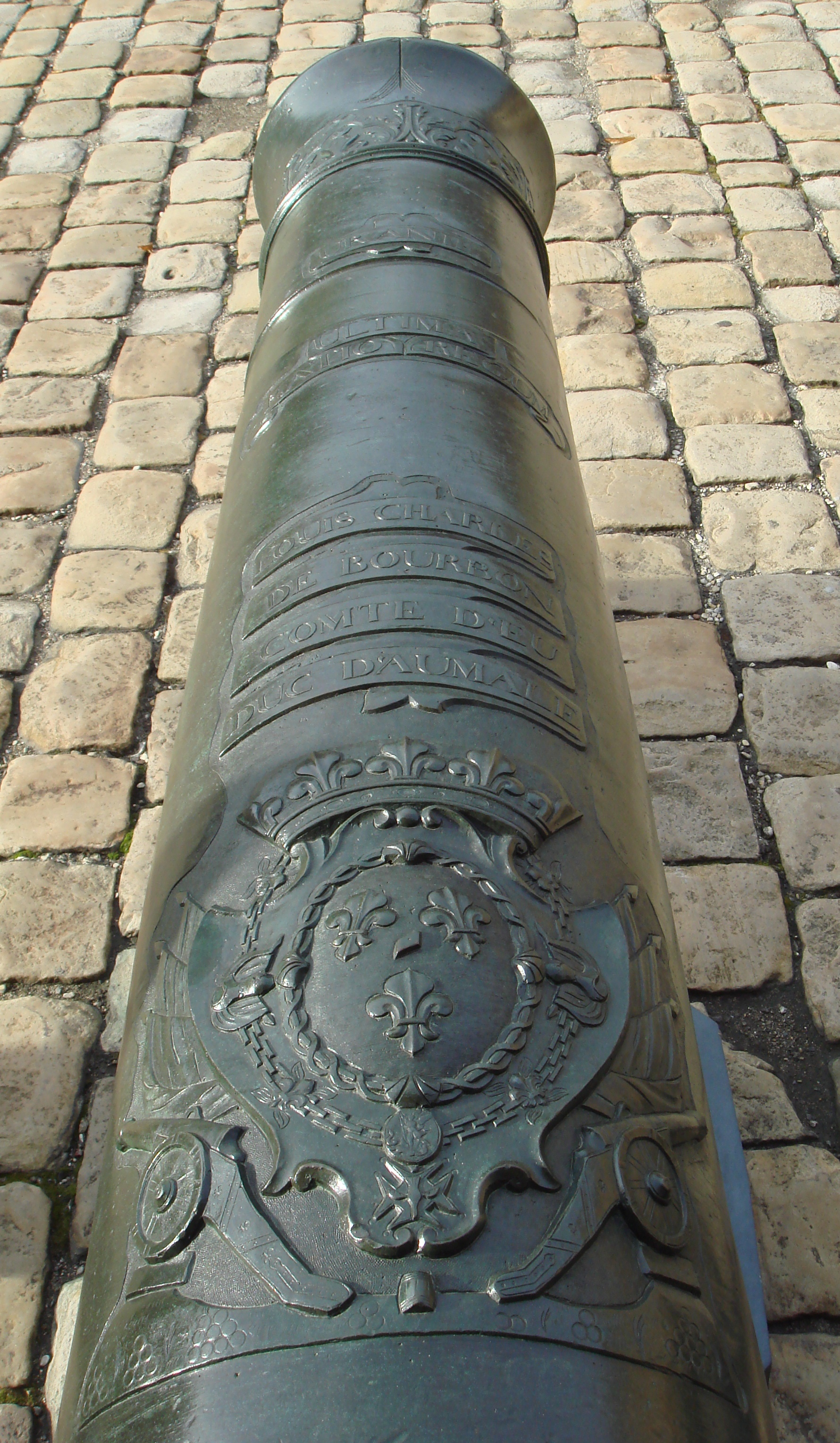
Parte frontal do canhão de 24 lbs Uranie.

A zona frontal dos canhões de de Vallière tinha um desenho na sua extremidade, seguida pelo seu respectivo nome. A seguir, tinha a inscrição em latim Ultima Ratio Regum, introduzida por Luís XIV de França, que demonstrava o papel importante das armas: O último argumentos dos Reis. Sobre esta inscrição estava o nome "Louis Charles de Bourbon, comte d'Eu, duc d'Aumale", o Grand Maître de l'artillerie de France (Grande Mestre da Artilharia de França), seguido de um emblema real. A meio do canhão estavam os munhões utilizados para posicionar a arma no sítio e movimentá-la para cima ou para baixo. O topo dos munhões eram ornamentados por golfinhos que também serviam para elevar o canhão.

### Cano

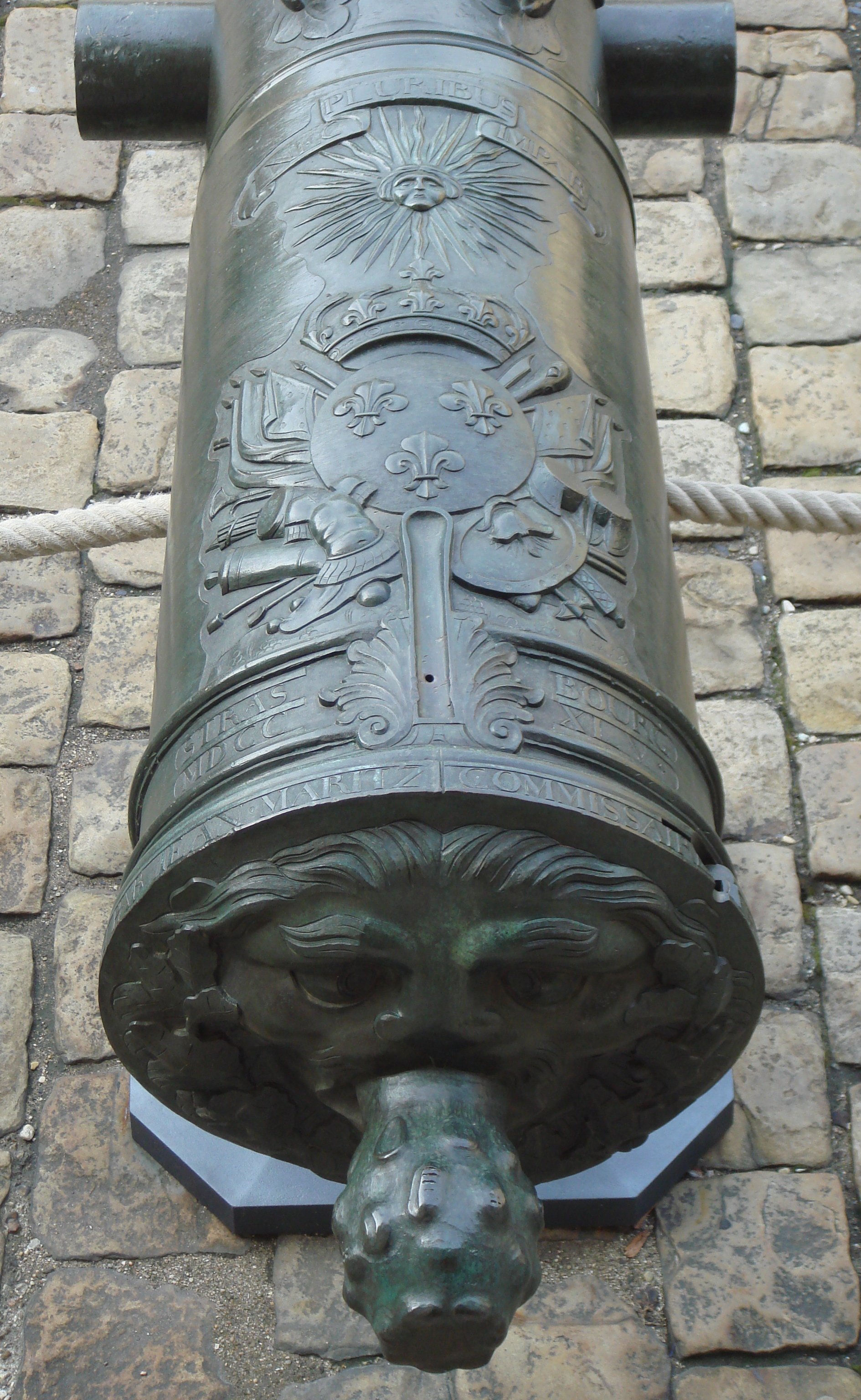
Vista da zona da culatra do canhão de 24 lbs Uranie.

A zona traseira tinha, por vezes, uma inscrição com o peso da peça (p.ex.: "4" para indicar que se tratava de um canhão de 4 lbs), seguida da inscrição em latim Nec pluribus impar. Na linha a seguir estava o brasão real da Casa de Bourbon. A data e o local de fabrico estavam gravados no fundo da arma (no exemplo: "Strasbourg, 1745"); por fim, o nome e o título do fundidor (p.ex.: Fondu par Jean Maritz, Commissaire des Fontes). A culatra estava decorada com a face de um animal o que indicava a categoria da peça (no exemplo: a cabeça de um leão indica que se trata de 24 lbs).

### Desenho da culatra
Os canhões tinham uma cascavel com desenhos que permitiam identificar a categoria da peça:
- Cara com um sol: 4 libras
- Cabeça de macaco: 8 libras
- Cabeça de galo: 12 libras
- Cabeça de medusa: 16 libras
- Cabeça de Baco ou de leão: 24 libras

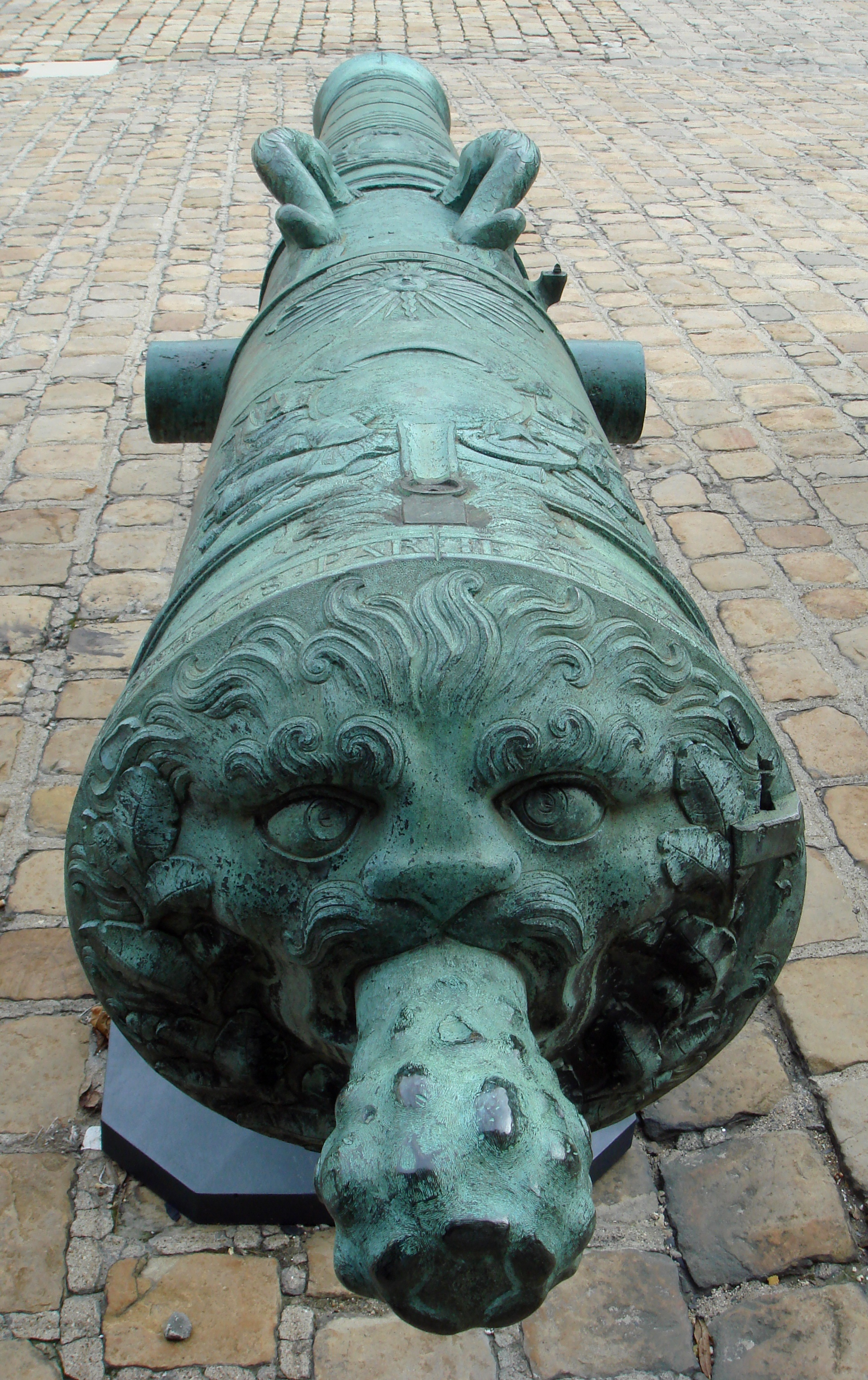
Cabeça de leão (24 lbs). Calibre: 151 mm.
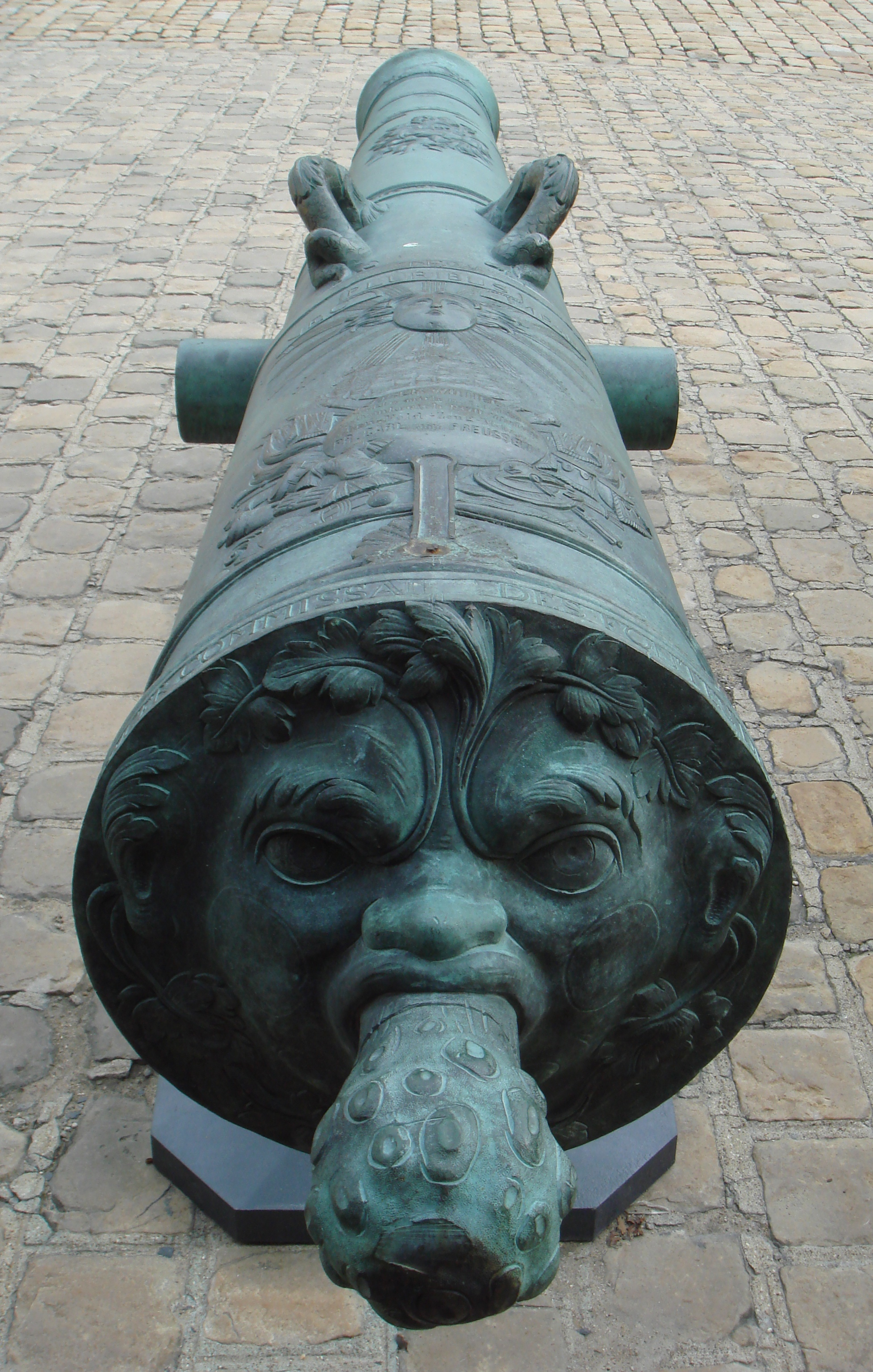
Cabeça de Baco (24 lbs). Calibre: 151 mm.
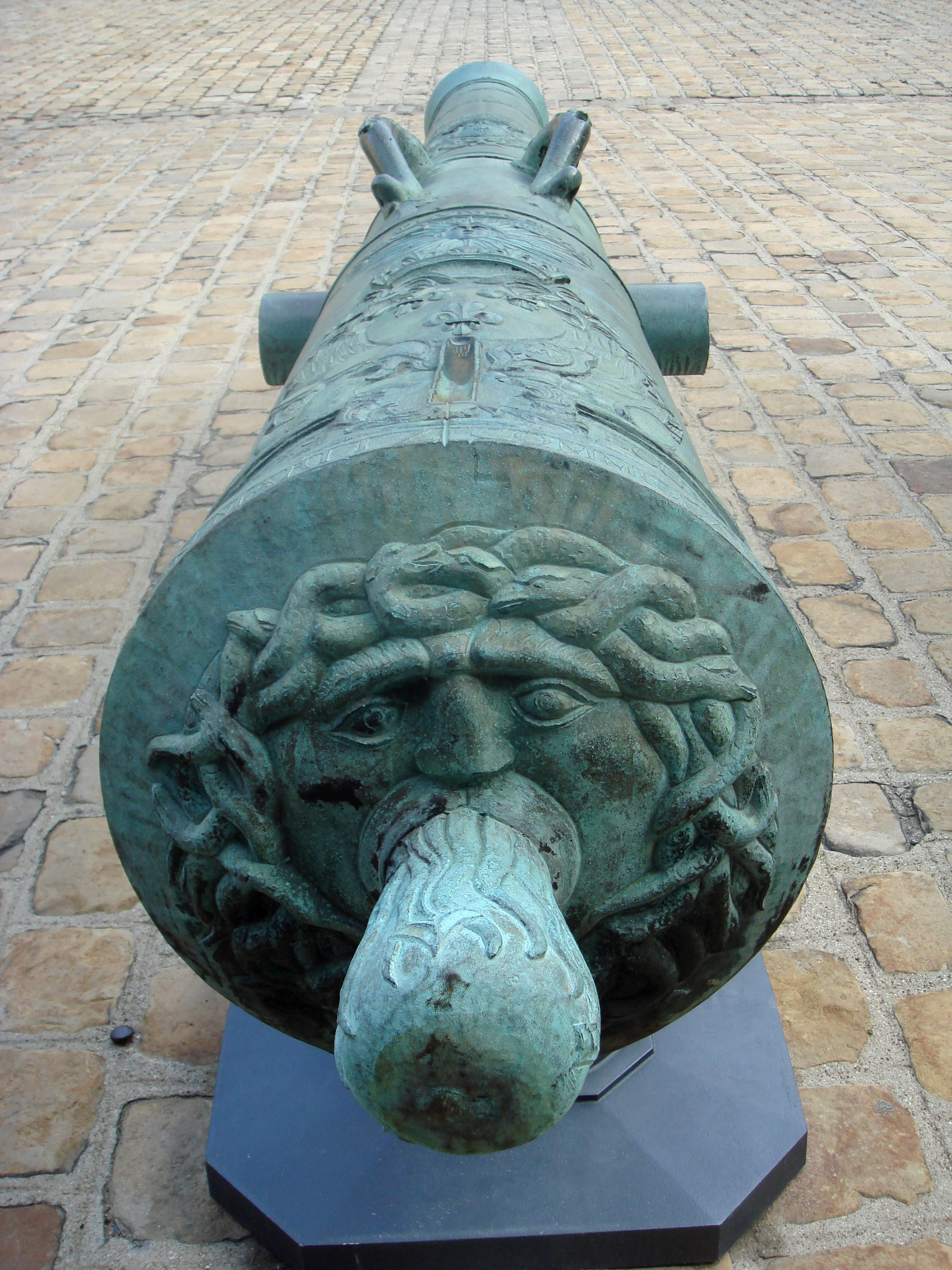
Cabeça de Medusa (16 lbs). Calibre: 134 mm.[5] Comprimento: 300 cm.
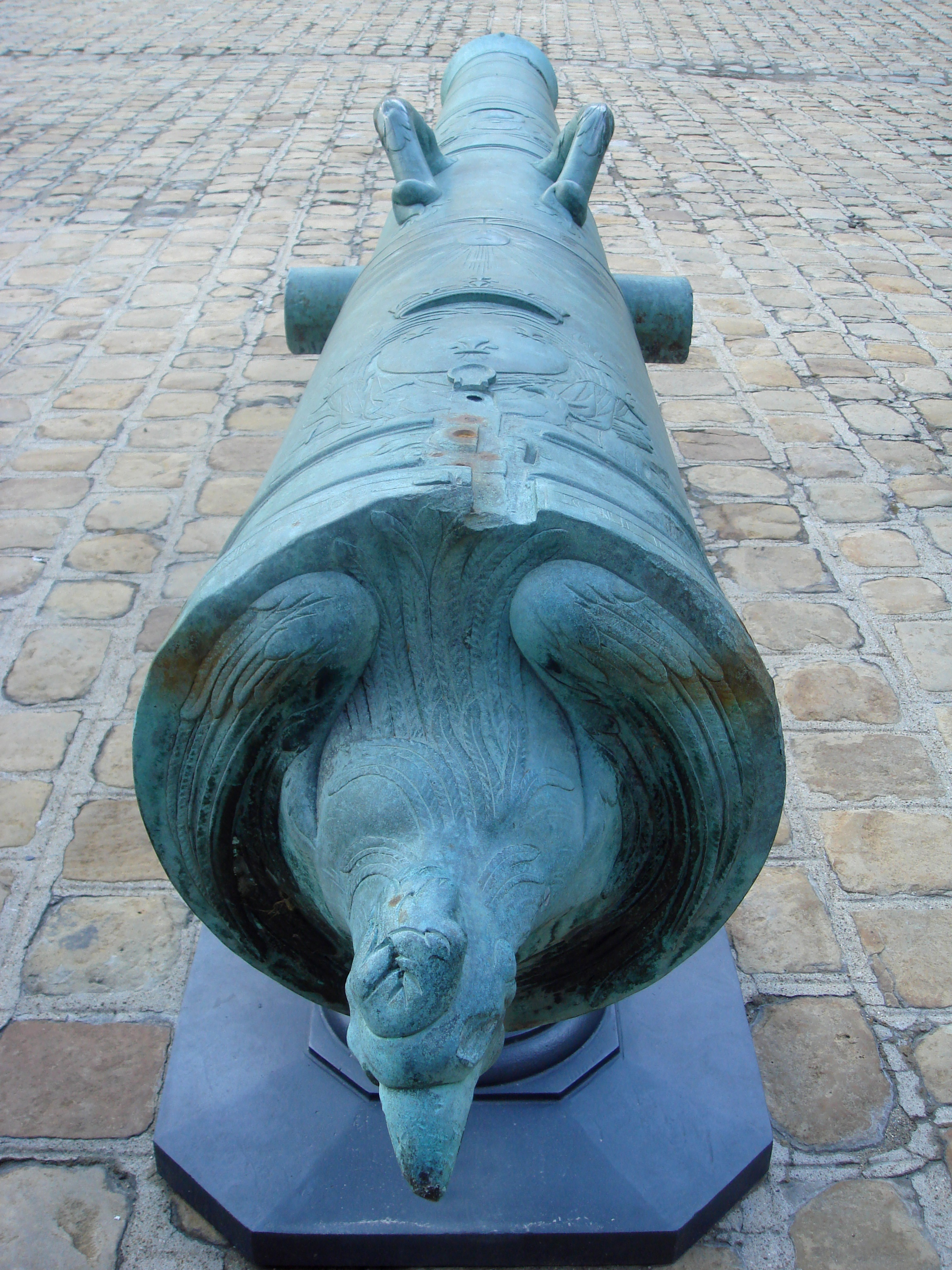
Cabela de galo (12 lbs). Calibre: 121 mm.
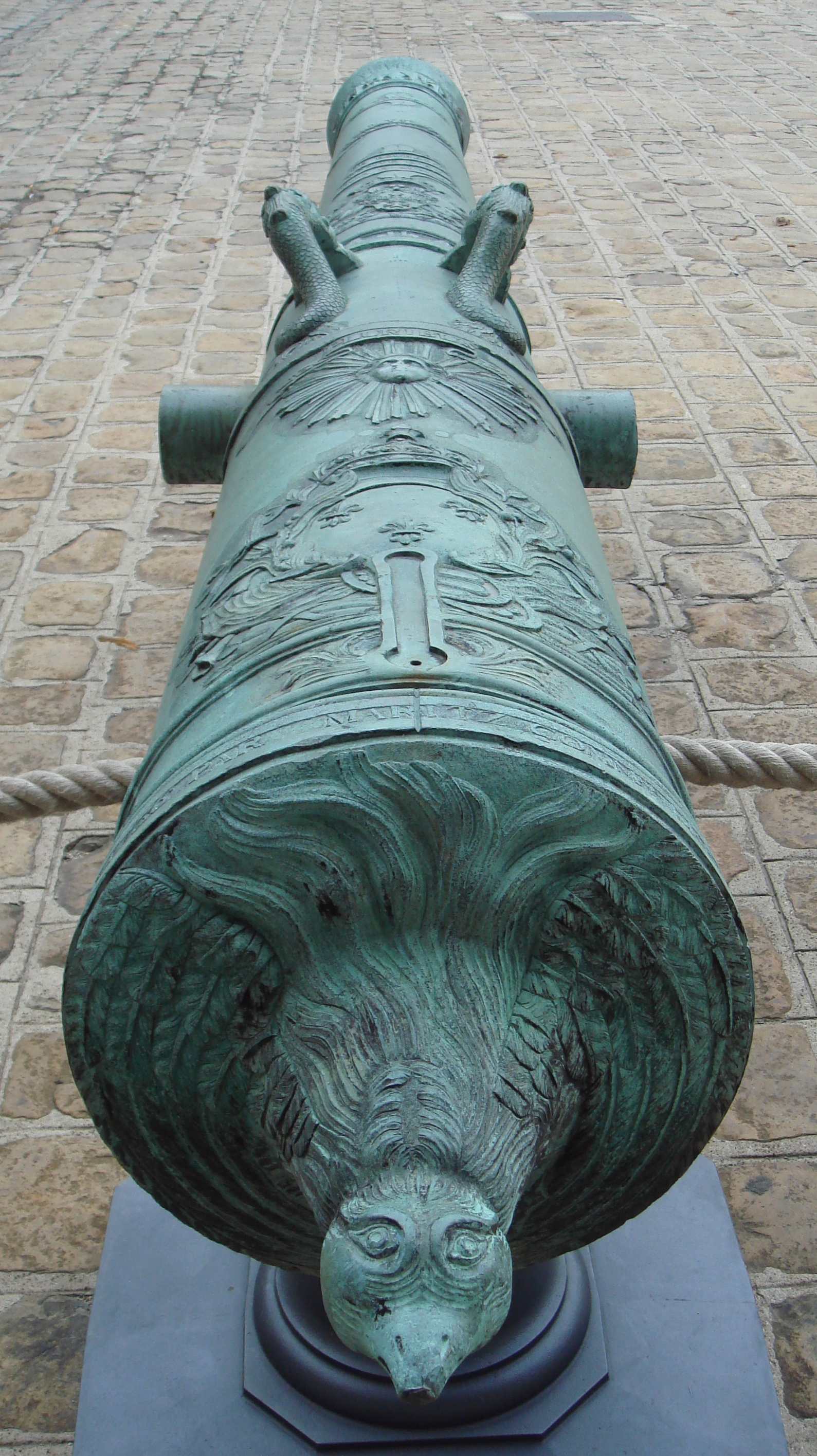
Cabeça de pássaro (12 lbs) Le Tonnerre. Calibre: 121 mm.

### Utilização

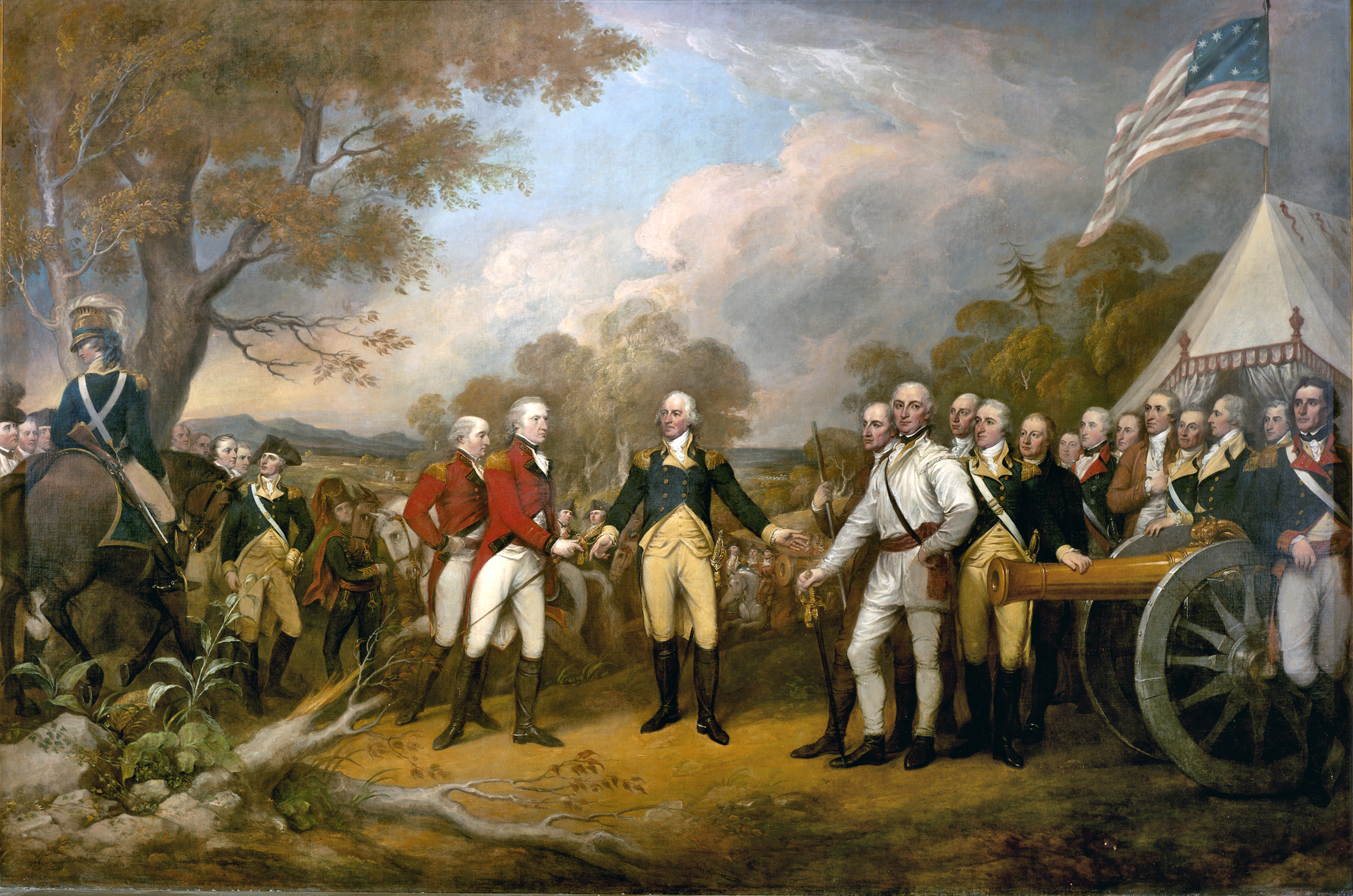
Batalha de Saratoga mostra o General Daniel Morgan ao pé de uma peça de 4lbs.

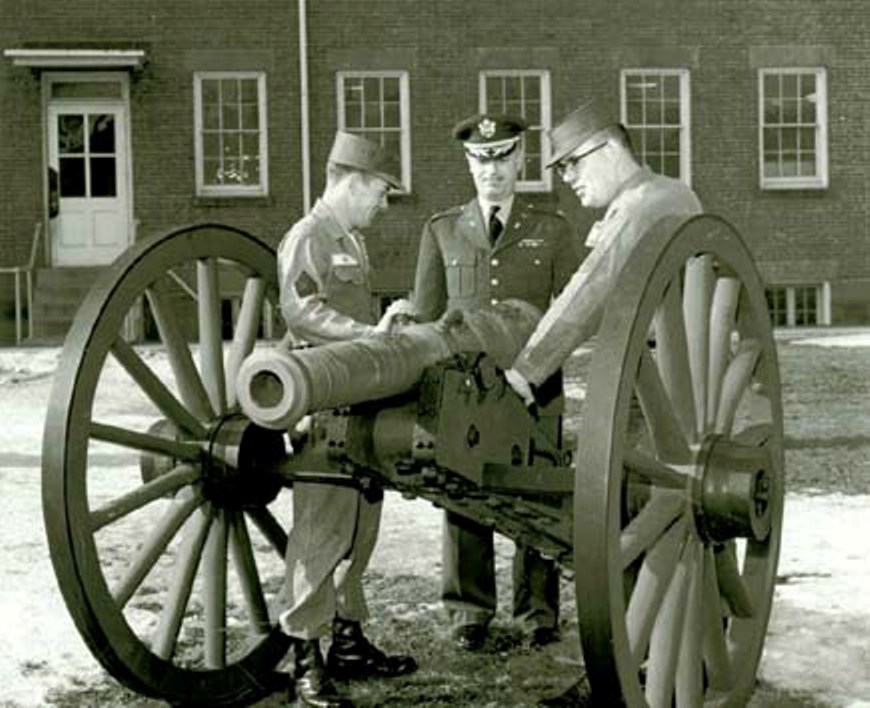
Pessoal Exército dos Estados Unidos com um canhão de 4 lbs na década de 1960 (embora o carro seja de uma arma de 20 lbs).

As peças de de Vallière revelaram-se eficazes nos cercos, mas pouco satisfatórias em operações que exigissem movimento. Esta situação observou-se durante a Guerra de Sucessão Austríaca (1747–1748), e durante a Guerra dos Sete Anos (1756–1763), conflitos em que a capacidade de movimentação era um factor-chave e em que armamento ligeiro era necessário.  A falta de obuzes era outro problema.
Vários canhões de de Vallière foram utilizados na Guerra de Independência dos Estados Unidos, em particular os de 4 libras. Estas peças eram enviadas de França e os carros fornecidos pelos EUA. Estas armas revelaram-se muito importantes na Batalha de Saratoga, e no Cerco de Yorktown. George Washington chegou a escrever uma carta ao General Heath acerca das vantagens destas armas, em 2 de Maio de 1777.

## Obsolescência

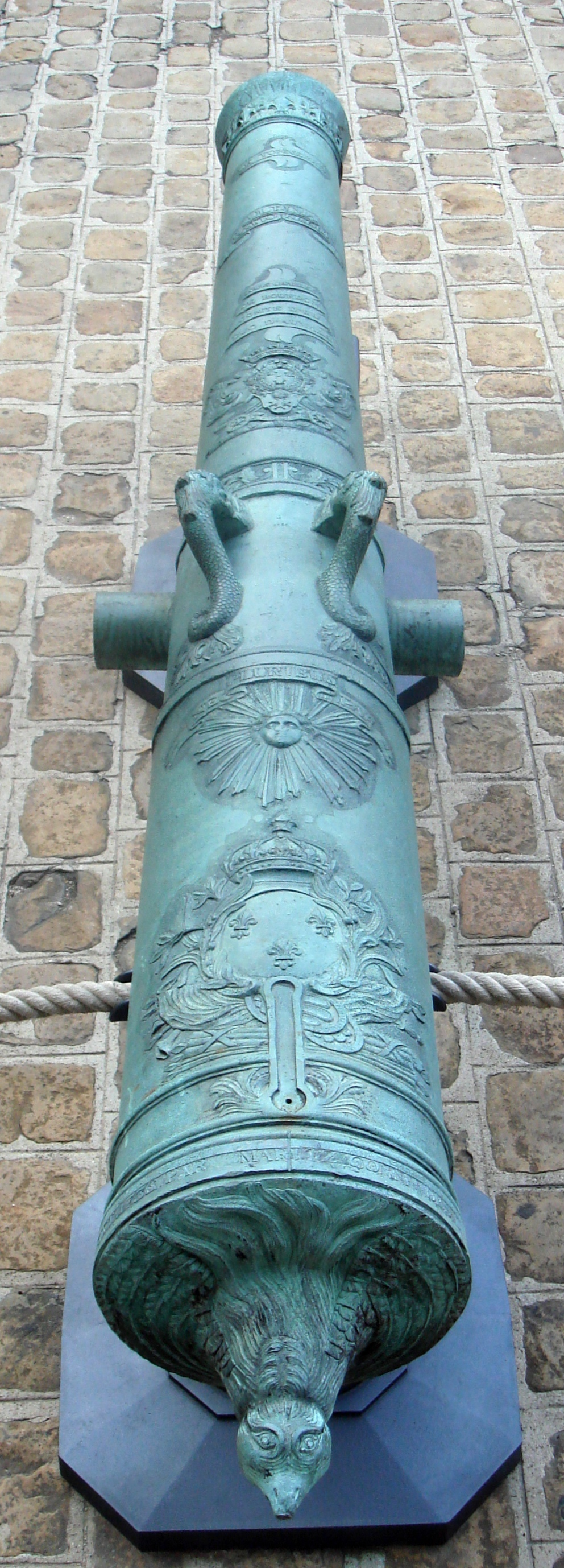
Canhão de 12 lbs, fabricado por Jean Maritz em 1736. Calibre: 121 mm. Comprimento: 290 cm.

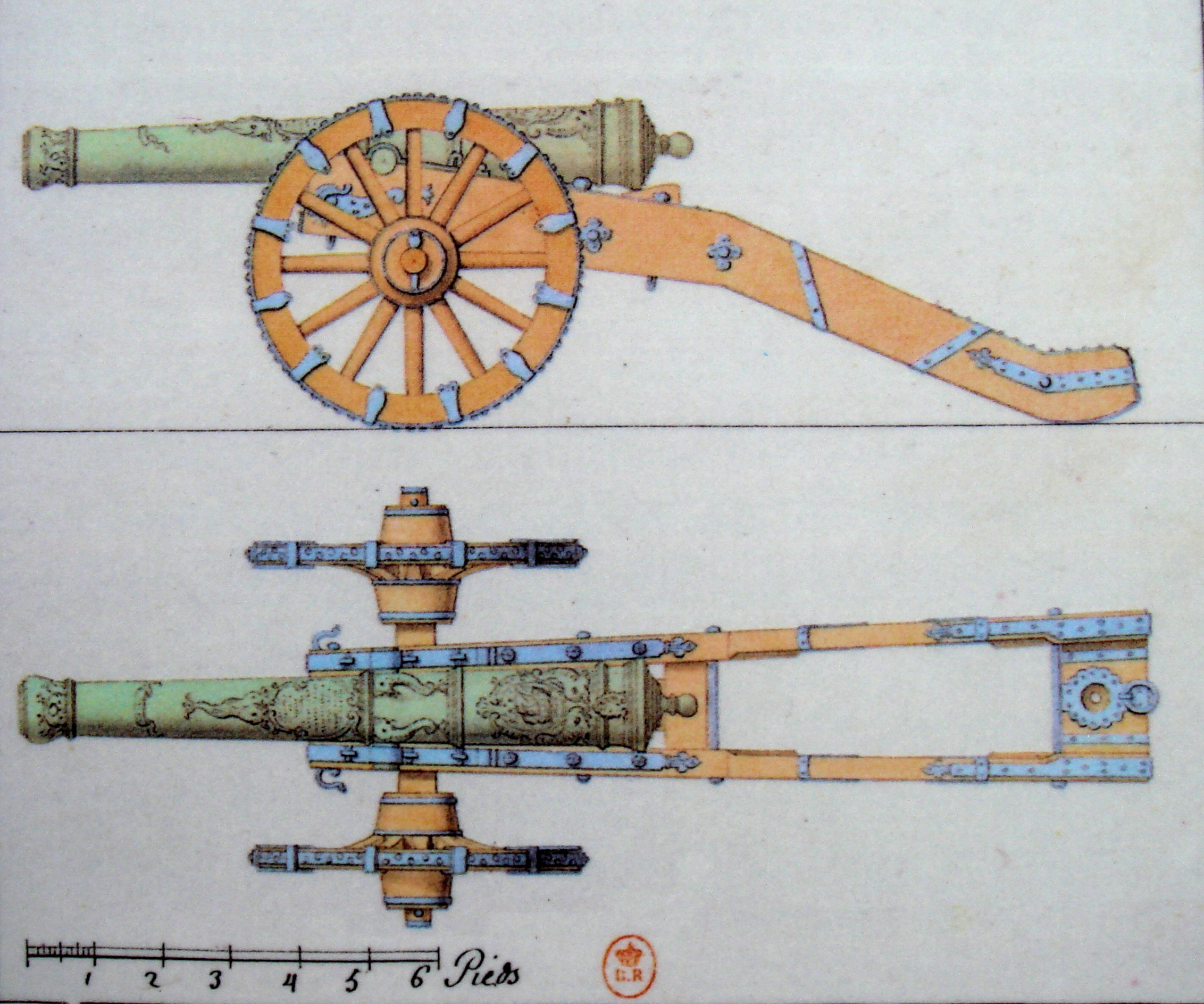
Canhão clássico francês, séc. XVII-XVII).

Florent-Jean de Vallière tinha um filho, Joseph Florent de Vallière (1717–1776), Comandante do Batalhão de Artilharia em 1747, que continuou a utilizar o sistema do seu pai. A partir de 1763, Gribeauval, como Inspetor Geral da Artilharia Francêsa, segundo no comando a seguir a de Vallière, iniciou a introdução de um sistema mais moderno que daria a França um das artilharias mais fortes do século seguinte.

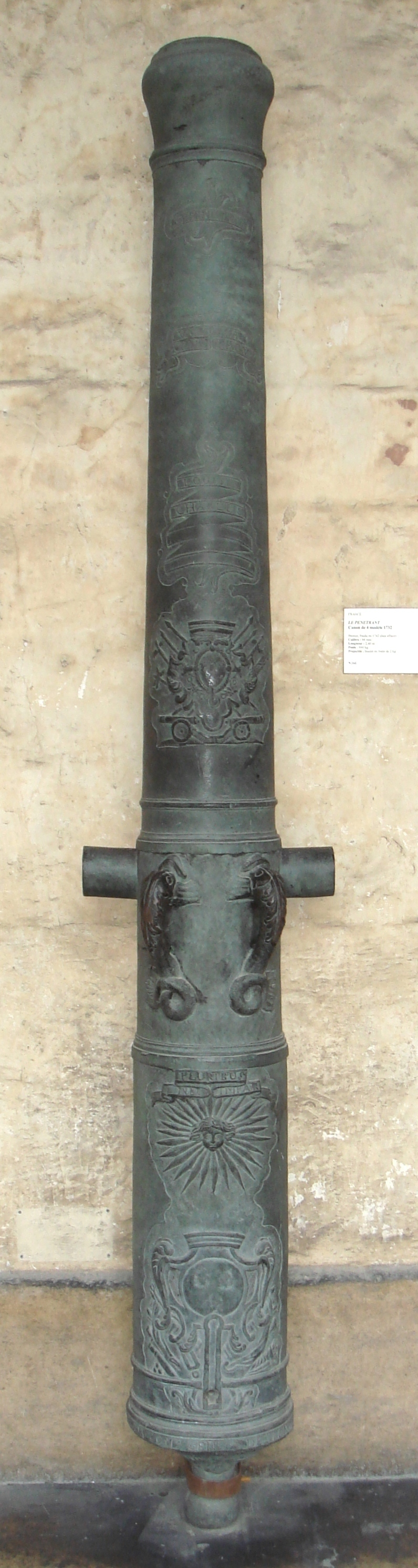
Canhão de 4 lbs, 1732, Le Pénétrant. Calibre: 84 mm.